# 고쿠사이센터역 (미야기현)
고쿠사이센터역(일본어: 国際センター駅→국제센터역)은 일본 미야기현 센다이시 아오바구 아오바야마에 있는 센다이 시 지하철 도자이 선의 역이다. 역 번호는 T 04이다. 부역명은 "센다이 성터 입구"이다.

## 역 구조
아라이역과 함께 도자이 선 내에서 역사가 있다. 지상 2층, 지하 1층, 연면적은 4,310m2이다. 2층 부분은 다목적 공간으로 이용되고 있다.
미나미1 출입구에는 센다이 국제센터 및 신 전시시설의 입구 광장이 있다. 개찰구가 지상 1층이고, 승강장이 지하 1층에 있다.

### 타는 곳
| 1 | ■ 도자이 선 |  | 센다이・아라이 방면     |  |
| 2 | ■ 도자이 선 |  | 야기야마도부쓰코엔 방면 |  |

## 출구 안내
니시1, 기타1, 미나미1, 히가시1의 총 4곳이다.

### 니시1 출입구
- 미야기 현립 미술관
- 가와우치 정구장
- 센다이 제2고등학교
- 도호쿠 대학 가와우치 캠퍼스
- 가와하기 홀
- 도호쿠 대학 학술 자원 연구 공개 센터 식물원
- 쇼케이 학원 중・고등학교
- 미야기 제일 고등학교
- 시리쓰세이 도메니코가쿠인 중・고등학교
- 요도미바시

### 기타1 출입구
- 센다이 아오바야마 교류 광장
- 벚꽃의 오솔길

### 미나미1 출입구
- 센다이 국제센터
- 센다이 시 박물관
- 센다이 성터
  - 오테몬 와키야구라
  - 고시키누마
- 아오바야마 공원
- 아오바야마 공원 정구장
- 니시 공원
- 오하시

### 히가시1 출입구
- 센다이 국제센터
- 히로세 강 나카노세 녹지 운동장
- 벚꽃의 오솔길

## 역 주변
- 센다이 국제센터 회의・전시동
- 히로세 강
- 아오바야마 공원
  - 센다이 시 박물관
  - 센다이 성 (아오바 성)
  - 미야기 현 호국 신사
- 도호쿠 대학 가와우치 캠퍼스
  - 도호쿠 대학 백주년 기념 회관 (센다이 가와하기 홀)
- 미야기 현 센다이 제2고등학교
- 미야기 현립 미술관

## 역사
- 2000년 10월: 역명(가칭) 공표.
- 2009년: 착공.
- 2012년 6월: 역사 디자인 공표.
- 2013년 12월 24일: 역명 공식 발표.
- 2015년
  - 3월 13일: 제3차 유엔 방재 세계 회의 개최에 맞추어 나나주나나 은행이 역사 내에 임시의 외화 환전 창구를 설치함(3월 18일까지)[3]. 다음날인 3월 14일부터 18일까지 개통 전의 역사 내부는 회의 본체의 접수장이 됨.
  - 12월 6일: 영업 개시.

## 사진

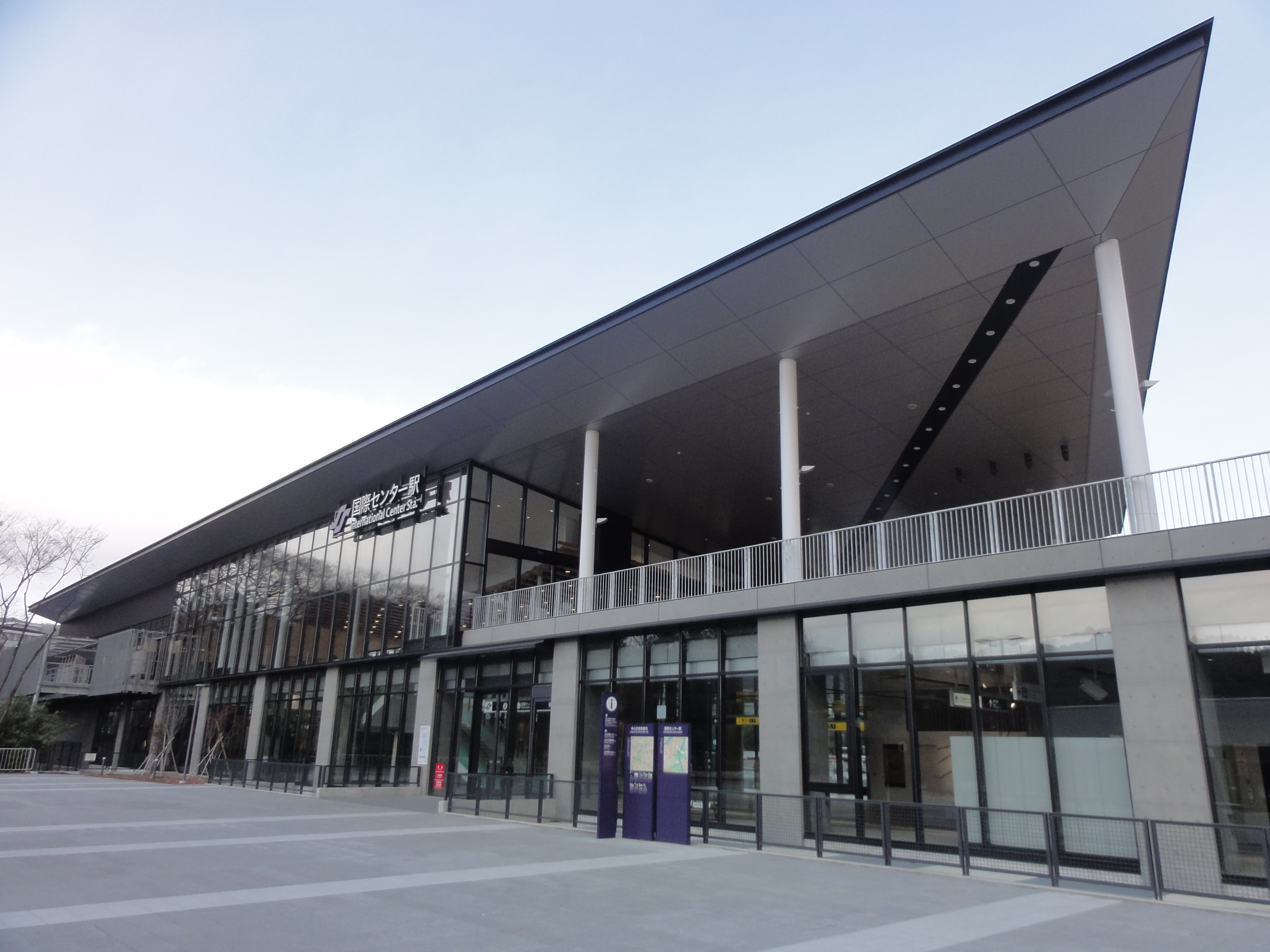
미나미1 출입구
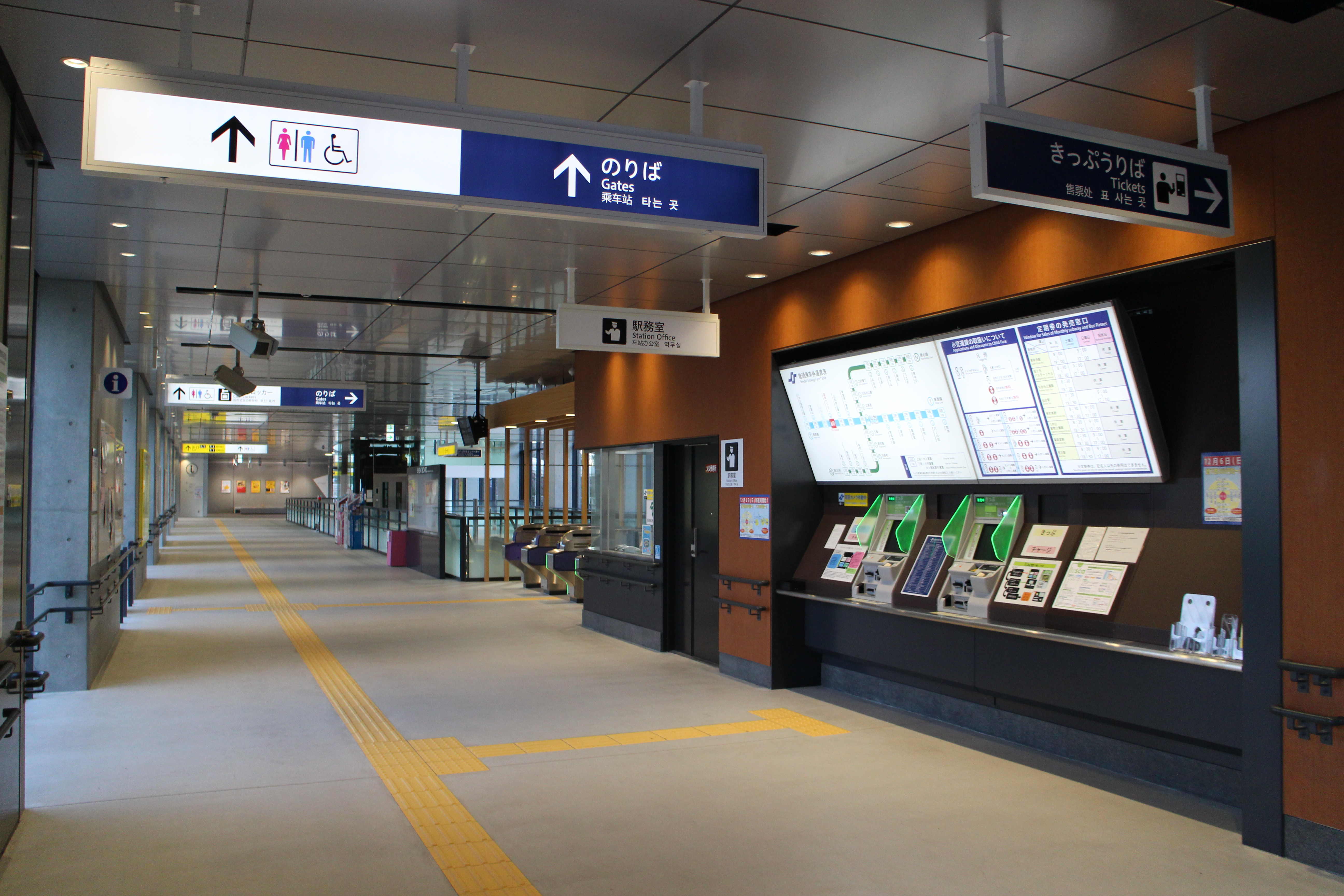
매표소와 개찰구

## 인접역
| 센다이 시 지하철 ■ 도자이 선          | 센다이 시 지하철 ■ 도자이 선 | 센다이 시 지하철 ■ 도자이 선    |
| ------------------------------------- | ---------------------------- | ------------------------------- |
| T 03 가와우치 야기야마도부쓰코엔 방면 |                              | 오마치니시코엔 T 05 아라이 방면 |